# Oro dei Goti
Il passito di uve moscato Oro dei Goti è un vino la cui produzione è consentita nella repubblica di San Marino. È prodotto con uve moscato bianco messe ad appassire sulla vite o nel fruttaio.

## Caratteristiche organolettiche
- colore: giallo dorato e ambrato
- odore: avvolgente e complesso
- sapore: dolce e vellutato

## Abbinamenti consigliati
Consigliato l'abbinamento con pasticcini soprattutto cremosi, pasticceria secca, formaggi ricchi di erbe e piccanti, foie gras.